# المدرسة الإسلامية في إربد
المدرسة الإسلامية في إربد هي مدرسة إسلامية خاصة تقع في إربد، الأردن. تم افتتاحها في عام 1980م. تنقسم المدرسة إلى قسمين، قسم الفتيان وقسم الفتيات، تبقى المدرسة مختلطة حتى الصف الخامس.

## التاريخ
تأسست المدرسة الإسلامية في إربد في عام 1980م من قبل الإخوان المسلمين.

## وصلات خارجية
- الموقع الرسمي: Islamic Center
- ويكيمابيا: Islamic School